# Nebahat Çehre
 (février 2012).
Si vous disposez d'ouvrages ou d'articles de référence ou si vous connaissez des sites web de qualité traitant du thème abordé ici, merci de compléter l'article en donnant les références utiles à sa vérifiabilité et en les liant à la section « Notes et références ».
Nebahat Çehre, née le 15 mars 1944 à Samsun, est une actrice, mannequin et chanteuse turque.

## Biographie
En 1959, elle devient Miss Turquie à l'âge de 15 ans.
Quelques années plus tard, Nebahat Çehre joue son premier rôle avec le film turc Yaban Gülüm. 
En 1964, elle rencontre Yılmaz Güney. Ils se marient le 31 janvier 1967, et divorcent en 1979.
Pendant les années 1970, elle choisit de chanter en débutant avec Zeki Müren, qui lui propose d'interpréter une chanson. Zeki est conquis, il décide de lui donner des cours de chant, puis elle se produit pour la première fois au Casino Lunapark d'Ankara en 1970. 
Durant sa carrière, Nebahat Çehre jouera dans de nombreux films et téléfilms.

## Filmographie

### Télévision
| Année | Titre           | Rôle             | Notes           |
| ----- | --------------- | ---------------- | --------------- |
| 2004  | Haziran Gecesi  | Kumru Aydın      | Série télévisée |
| 2006  | Candan Öte      | Nihan Özüm       | Série télévisée |
| 2008  | Aşk-ı Memnu     | Firdevs Yöreoğlu | Série télévisée |
| 2011  | Muhteşem Yüzyıl | Hafsa Sultan     | Série télévisée |